# Njanawa
Njanawa est une localité du Cameroun située dans la région du Nord-Ouest et le département du Bui. Elle fait partie de la commune de Mbiame.

## Localisation
Le village de Njanawa est situé à environ 82 km de Bamenda, le chef-lieu de la Région du Nord-Ouest, et à 263 km de Yaoundé, la capitale du Cameroun.

## Population
Lors du recensement de 2005, on y a dénombré 1 997 habitants dont 936 hommes et 1 061 femmes.

## Éducation
Il y a deux écoles primaires (Njanawa IPS construite en 1983, Njanawa GS construite en 1987) et une école maternelle.